# 瓦尔特·韦尔特罗尼
瓦尔特·韦尔特罗尼（義大利語：Walter Veltroni，1955年7月3日—），意大利作家、记者、政治家，意大利民主党成员，曾任意大利副总理（1996年-1998年）、意大利文化部长（1996年-1998年）、罗马市长（2001年-2008年）。 
2008年意大利國會選舉，他領導的中間偏左聯盟在大選中敗予貝盧斯科尼的中間偏右聯盟。